# Proplatycnemis argioides
Proplatycnemis argioides is een libellensoort uit de familie van de Breedscheenjuffers (Platycnemididae), onderorde juffers (Zygoptera).
De wetenschappelijke naam van de soort werd in 1915 als Platycnemis agrioides gepubliceerd door Ris.